# Friuli Isonzo Friulano
Il Friuli Isonzo Friulano è un vino DOC la cui produzione è consentita nella provincia di Gorizia.

## Caratteristiche organolettiche
- colore: paglierino o dorato chiaro, tendente al citrino.
- odore: delicato e gradevole con profumo caratteristico.
- sapore: asciutto, caldo, pieno con leggero retrogusto aromatico.

## Produzione
Provincia, stagione, volume in ettolitri
- Gorizia  (1990/91)  17061,27
- Gorizia  (1991/92)  17374,6
- Gorizia  (1992/93)  19127,72
- Gorizia  (1993/94)  15853,8
- Gorizia  (1994/95)  15722,2
- Gorizia  (1995/96)  13196,3
- Gorizia  (1996/97)  14666,12